# Benedykt Cichoszewski
Benedykt Cichoszewski (ur. w latach 80. XVII w. w Grodzisku Wielkopolskim, zm. 7 lipca 1738 w Paradyżu, w Wielkopolsce) – polski kompozytor okresu baroku, śpiewak kościelny, kopista utworów muzycznych, zakonnik (cysters).

## Życiorys
Działał jako zakonnik, śpiewak i kompozytor w klasztorach cysterskich w Przemęcie i Paradyżu. Kilkanaście jego kompozycji zachowało się w Archiwum Archidiecezjalnym w Poznaniu.
Komponował utwory religijne, wokalno-instrumentalne oraz utwory koncertujące, nawiązujące do muzyki włoskiej końca XVII i początku XVIII wieku. Wśród jego kompozycji naczelne miejsce zajmują: Vesperae de Beata Maria Virgine, kantaty: Ecce iste est, Factum est silentium,  O stellae lucentes oraz wieloczęściowe motety: Benedicta et venerabilis i Exultate fidelium turbae.